# Phascolosorex doriae
Phascolosorex doriae — вид хижих сумчастих ссавців з родини кволові (Dasyuridae). Вид названо на честь Марчесе Ґіакомо Доріа (італ. Marchese Giacomo Doria, 1840–1913), італійського зоолога, який збирав зразки в Персії і на Борнео. Проживає в індонезійській частині острова Нова Гвінея у висотному діапазоні від 900 до 2000 м над рівнем моря. Зустрічається в зрілому гірському вологому тропічному лісі. 

## Загрози та охорона
Може піддаватись впливу порушення лісів (через сільське господарство й заготівлю деревини), хижацтва з боку диких собак, а також полювання місцевих жителів задля продовольства. Вид був знайдений в минулому в тих районах, які зараз захищені.